# Абашин, Сергей Николаевич
Серге́й Никола́евич Аба́шин (род. 21 апреля 1965, Москва, СССР) — советский и российский историк, этнолог и антрополог. Доктор исторических наук, профессор факультета антропологии Европейского университета в Санкт-Петербурге. В прошлом — член Вольного исторического общества.

## Биография
В 1987 году окончил исторический факультет Московского государственного университета имени М. В. Ломоносова по кафедре этнографии.
В 1990 году окончил аспирантуру Института этнографии имени Н. Н. Миклухо-Маклая АН СССР со специализацией по Средней Азии и был принял научным сотрудником, начал заниматься полевыми исследованиями в Узбекистане, Таджикистане и Кыргызстане.
В 1997 году защитил диссертацию на соискание учёной степени кандидата исторических наук по теме «Социальные взаимоотношения в современном узбекском кишлаке: По материалам Ферганской долины» (специальность — 07.00.07 «Этнография, этнология и антропология»).
В 2008 году защитил диссертацию на соискание учёной степени доктора исторических наук по теме «Этнографическое знание и национальное строительство в Средней Азии: проблема сартов в XIX — начале XXI в.» (специальность — 07.00.07 «Этнография, этнология и антропология»).
В 2009 году в качестве иностранного сотрудника работал в Университете Хоккайдо в Саппоро (Япония).
В 2013 году перешёл на должность профессора Европейского университета в Санкт-Петербурге, где основной темой интересов являются миграционные исследования.
С 2023 года преподаёт в Институте классического Востока и античности Факультета гуманитарных наук НИУ ВШЭ.
Член редакционных советов научных журналов «Этнографическое обозрение», «Central Asian Survey», «Cahiers d'Asie centrale».
Научные интересы и областью исследований: антропология миграций, национализм и этническая идентичность, ислам, постколониальные исследования и изучение империй, Средняя Азия.

## Научные труды

### Диссертации
- Абашин С. Н. Социальные взаимоотношения в современном узбекском кишлаке : По материалам Ферганской долины / автореферат дис. ... кандидата исторических наук : 07.00.07. — М.: Институт этнологии и антропологии, 1997. — 24 с.
- Абашин С. Н. Этнографическое знание и национальное строительство в Средней Азии: проблема сартов в XIX — начале XXI в / автореферат дис. ... доктора исторических наук : 07.00.07. — М.: Институт этнологии и антропологии им. Н.Н. Миклухо-Маклая РАН, 2008. — 53 с.

### Монографии
на русском языке
- Абашин С. Н. Национализмы в Средней Азии: в поисках идентичности. — СПб.: Алетейя, 2007. — 312 с. — 1000 экз. — ISBN 978-5-903354-28-3.
- Абашин С. Н. Советский кишлак. Между колониализмом и модернизацией. — М.: Новое литературное обозрение, 2015. — 719 с. — (Библиотека журнала Неприкосновенный запас. Антропология. Философия. Политология. История). — ISBN 978-5-4448-0219-9.

на других языках
- Abashin S. N. Die sartenproblematik in der Russischen geschichtsschreibung des 19. und des ersten viertels des 20./ ANOR, 18 jahrhunderts. — Halle/Berlin: Klaus Schwarz Verlag, 2007.

### Статьи
на русском языке
- Абашин С. Н. Социальные корни среднеазиатского исламизма // Идентичность и конфликт в постсоветских государствах / М. Б. Олкотт, В. А. Тишков, А. В. Малашенко (ред.). — М.: Московский центр Карнеги, 1997.
- Абашин С. Н. Статистика как инструмент этнографического исследования (узбекская семья в XX в.) // Этнографическое обозрение. — 1999. — № 1.
- Абашин С. Н. Вопреки «здравому смыслу»? (К вопросу о «рациональности/ иррациональности» ритуальных расходов в Средней Азии) // Вестник Евразии. — 1999. — № 1—2 (6-7).
- Абашин С. Н. Семейный бюджет сельских узбеков // Восток (Orient). — 2000. — № 2. — С. 61—77.
- Абашин С. Н. Потомки святых в современной Средней Азии // Этнографическое обозрение. — 2001. — № 4. — С. 62—83. Архивировано 27 апреля 2016 года.
- Абашин С. Н. Община в Туркестане в оценках и спорах русских администраторов начала 80-х гг. XIX в. // Сборник Русского исторического общества. — М.: Русская панорама, 2002. — Т. 5 (153). Россия и Средняя Азия.
- Абашин С. Н. Калым и махр в Средней Азии: право или ритуал? // Отечественные записки. — 2003. — № 5.
- Абашин С. Н. Ислам в бюрократической практике царской администрации Туркестана (Вакуфное дело дахбитского медресе. 1892-1900) // Сборник Русского исторического общества. — М.: Русская панорама, 2003. — Т. 7 (155). Россия и мусульманский мир.
- Абашин С. Н. Население Ферганской долины (к становлению этнографической номенклатуры в конце Х1Х-начале XX века) // Ферганская долина: этничность, этнические процессы, этнические конфликты / Абашин С. Н., Бушков В. И. (отв. ред.). — М.: Наука, 2004. — С. 38—102. — 226 с. — ISBN 5-02-009809-4.
- Абашин С. Н. В. П. Наливкин: «…будет то, что неизбежно должно быть; и то, что неизбежно должно быть,уже не может не быть…». Кризис ориентализмов Российской империи? // Азиатская Россия: люди и структуры империи: сборник научных статей. К 50-летию со дня рождения профессора А. В. Ремнёва / под ред. Н. Г. Суворовой. — Омск: Изд-во ОмГУ, 2005. — С. 47—102. — 600 с. — ISBN 5-7779-0629-X.
- Абашин С. Н. Размышления о «Центральной Азии в составе Российской империи» // Ab Imperio. — 2008. — № 4. — С. 456—471.
- Абашин С. Н. Возвращение сартов? Методология и идеология в постсоветских научных дискуссиях // Антропологический форум. — 2009. — № 10. — С. 252—278. (копия)
- Абашин С. Н. Мустакиллик и память об имперском прошлом: проходя по залам ташкентского Музея памяти жертв репрессий // Неприкосновенный запас. — 2009. — № 4(66).
- Абашин С. Н. «Идеальный колхоз» в советской Средней Азии: история неудачи или успеха // Acta Slavica Iaponica. — 2011. — Vol. Vol.XXIX.
- Абашин С. Н. Советская власть и узбекская махалля // Неприкосновенный запас. — 2011. — № 4(78).
- Абашин С. Н. Нации и постколониализм в Центральной Азии двадцать лет спустя: переосмысливая категории анализа/практики // Ab Imperio. — 2011. — № 3.
- Абашин С. Н. Среднеазиатская миграция: практики, локальные сообщества, транснационализм // Этнографическое обозрение. — 2012. — № 4. — С. 3—13.
- Абашин С. Н. Власть и фотография: визуальная репрезентация в имперской рамке // Неприкосновенный запас. — 2012. — № 4(84).
- Абашин С. Н., Савин И. С. Ош, 2010: конфликтующая этничность // Этничность и религия в современных конфликтах / В. А. Тишков, В. А. Шнирельман (отв. ред.); Институт этнологии и антропологии им. Н. Н. Миклухо-Маклая РАН. — М.: Наука, 2012. — С. 23—56. — 653 с. — ISBN 978-5-02-038025-7.
- Абашин С. Н. Движения из Центральной Азии в Россию: в модели нового мироустройства // Pro et Contra. — 2014. — № 1—2 (62). — С. 74—84.
- Абашин С. Н. Возвращение домой: семейные и миграционные сценарии в Узбекистане // Ab Imperio. — 2015. — № 3. — С. 155—165.
- Абашин С. Н. «Сарты - народ с будущим»: этнография и империя в Русском Туркестане // Ориентализм vs. ориенталистика: Сб. статей / отв. ред. и сост. В. О. Бобровников, С. Дж. Мири. — М.: ООО «Садра», 2016. — С. 207—234.

на других языках
- Abashin S. N. Le culte d’Iskandar Zu-l-Qarnayn chez les montagnards d’Asie centrale // Cahiers d'Asie centrale[фр.]. — Tashkent - Aix-en-Provence, 2003. — № 11—12. Les Montagnards d’Asie Centrale.
- Abashin S. N. The logic of Islamic practice: a religious conflict in Central Asia // Central Asian Survey[англ.]. — 2006. — № 25(3). — P. 267–286. — ISSN =1465-3354. — doi:10.1080=02634930601022542.
- Abashin S. N. «Les Sartes, une people d’avenir»: l’ethnographie et l’Empire au Turkestan russe // Cahiers d'Asie Centrale. — 2009. — № 17/18. Le Turkestan russe: Une colonie comme les autres?. Gorshenina S., Abashin S. (dir.)
- Abashin S. N. La desovietisation dans le politique memorielle de l'Ouzbekistan independant: le musee de la memoire des victimes des repressions // Revue d'etudes comparative Est-Ouest. — Mars-juin 2012. — Vol. 43, № 1—2. Asie Centrale: Vingt ans de reconfiguration politique, economique et sociale. J. Thorez (coord.).
- Abashin S. N. Soviet Rule and the Delineation of Borders in the Ferghana Valley, 1917-1930 // Ferghana Valley: The Heart of Central Asia / F. Starr (ed.). — New York: M. E. Sharpe, 2011.
- Abashin S. N. Nation-construction in post-Soviet Central Asia // Soviet and Post-Soviet Identities / M. Bassin, C. Kelly (eds.). — Cambridge: Cambridge University Press, 2012.
- Abashin S. N. Empire and Demography in Turkistan: numbers and the politics of counting // Asiatic Russia: Imperial Power in Regional and International Context / T. Uyama (ed.). — London and New York: Routledge, 2012.
- Abashin S. N. Mazars of Boboi-ob: Typical and Untypical Features of Holy Places in Central Asia // Muslim Saints and Mausoleums in Central Asia and Xinjiang / Y. Shinmen, M. Sawada, E. Waite (eds.). — Paris: Jean Maisonneuve Successeur, 2013.
- Abashin S. N. Ethnogenesis and Historiography: Historical Narratives for Central Asia in the 1940s and 1950s // An Empire of Others: Creating Ethnographic Knowledge in Imperial Russia and the USSR / Roland Cvetkovski and Alexis Hofmeister (eds.). — Budapest-New York: Central European University Press[англ.], 2014. — P. 145—168.
- Abashin S. N. A prayer for rain: practicing being Soviet and Muslim // Journal of Islamic Studies[англ.]. — 2014. — Vol. 25, № 2. — P. 178—200.
- Abashin S. N. Nations and Post-Colonialism in Central Asia: Twenty Years Later // Development in Central Asia and the Caucasus: Migration, Democratisation and Inequality in the Post-Soviet Era / S. Hohmann, C. Mouradian, S. Serrano and J. Thorez (eds.). — London, New York: I.B. Tauris, 2014. — P. 80—119.
- Abashin S. N. Migration from Central Asia to Russia in the New Model of World Order // Russian Politics and Law. — 2014. — № 52 (6). — P. 8—23. — doi:10.2753/RUP1061-1940520601.
- Abashin S. N. Soviet Central Asia on the Periphery // -Explorations in Russian and Eurasian History. — 2015. — Vol. 16, № 2. — P. 359–374.

### Рецензии
на русском языке
- Абашин С. Н. Востоковеды против ориентализма? Рец. на : Вера Тольц. «Собственный Восток России»: Политика идентичности и востоковедение в позднеимперский и раннесоветский период. М.: Новое литературное обозрение, 2013. 332 с. // Антропологический форум. — 2014. — № 20. — С. 343—351.
- Абашин С. Н. Рец. на Boris Petric «On a mange nos moutons. Le Kirghizstan du berger au biznesman» // Этнографическое обозрение. — 2014. — № 4. — С. 174—178.
- Абашин С. Н. Рец. на Svetlana Gorshenina «Asie centrale. L’invention des frontières et l’héritage russo-soviétique»; «L’invention de l’Asie centrale. Histoire du concept de la Tartarie à l’Eurasie» // Антропологический форум. — 2015. — № 25. — С. 147—156.
- Абашин С. Н. Рец. на: P. Finke. Variations on Uzbek Identity: Strategic Choices, Cognitive Schemas and Political Constraints in Identiﬁcation Processes. New York and Oxford: Berghahn, 2014. 271 p. // Этнографическое обозрение. — 2015. — № 4. — С. 177—181.
- Абашин С. Н. Рец. на: Reeves М. Border Work: Spatial Lives of the State in Rural Central  Asia. Ithaca: Cornell University Press, 2014. 292 p. // Этнографическое обозрение. — 2016. — № 2. — С. 183—185.

на других языках
- Abashin S. N. Morgan Y. Liu, Under Solomon’s Trone: Uzbek Visions of Renewal in Osh. Pittsburgh: University of Pittsburgh Press, 2012 // Cambridge Anthropology. — 2013. — № 31(1). — С. 164—166. — doi:10.3167/ca.2013.310113.